# Paul Friedrich Reichel
Paul Friedrich Reichel (* 23. Dezember 1858 in Breslau; † 1934) war ein deutscher Chirurg.

## Leben und Werk
Der Kaufmannssohn Paul Reichel besuchte in seiner Heimatstadt das Maria-Magdalenen-Gymnasium. Nach dem Abitur im Jahre 1876 begann er sein Medizinstudium an der Schlesischen Friedrich-Wilhelms-Universität zu Breslau, das er am 23. Februar 1881 mit dem Staatsexamen „summa cum laude“ beendete. Ein knappes Jahr später, am 27. Januar 1882, promovierte er dort mit seiner Arbeit Morphologie der Mundhöhlendrüsen der Wirbeltiere.
Von November 1881 bis September 1885 arbeitete er als Assistent unter Hermann Eberhard Fischer an der Chirurgischen Universitätsklinik Breslau, danach als Volontär an der Universitätsfrauenklinik in Berlin unter Friedrich Schroeder (1838–1887) und Robert Michaelis von Olshausen. Im Mai 1888 wechselte er an die Chirurgische Universitätsklinik Würzburg. Dort habilitierte er sich 1889 unter Karl Schönborn mit der Arbeit Ätiologie und chirurgische Therapie der septischen Peritonitis.
Im Jahr 1896 übernahm er die ärztliche Leitung der Schlesischen Provinzial-Versicherungsanstalt in Breslau, 1898 die Stelle eines dirigierenden Oberarztes der chirurgisch-gynäkologischen Abteilung in Chemnitz. Eine Berufung auf den Lehrstuhl für Chirurgie in Leipzig lehnte er 1911 ab, da es ihm in Chemnitz als einer in diesen Jahren stark wachsenden Stadt gelang, den Ausbau der dortigen Krankenanstalten wesentlich zu fördern.
Nach ihm wird die synoviale Osteochondromatose, deren Erstbeschreiber er war, auch als Reichel-Syndrom bezeichnet.

## Ehrungen
- 1901 königlich-sächsischer Hofrat
- 1908 Professor und Ärztlicher Direktor aller Chemnitzer Krankenanstalten
- 1917 Geheimer Sanitätsrat
- 1926 Stadtobermedizinalrat von Chemnitz

## Schriften (Auswahl)
- Die Lehre von der Brucheinklemmung. Stuttgart 1886.
- Lehrbuch der Nachbehandlung nach Operationen. Wiesbaden 1897; 2. Auflage 1909.
- Chondromatose der Kniegelenkskapsel. In: Archiv für klinische Chirurgie. Band 61, (Berlin) 1900, S. 717–724.
- Ersatz der Flexura sigmoidea durch Dünndarmschlinge. In: Vanrhandlungen der Deutschen Gesellschaft für Chirurgie. Band 1, 1910, S. 298 ff.
- Zur Technik der Dickdarmresektion. In: Archiv für klinische Chirurgie. Band 95, 1911, S. 903 ff.
- Verletzungen und Erkrankungen des Kniegelenkes und des Unterschenkels. In: Handbuch der praktischen Chirurgie. Band 4, Stuttgart 1901; 6. Auflage, Band 6, 1929.
- mit M. Stammler: Die Neubildungen des Darmes. In: Neue deutsche Chirurgie. Band 33, Stuttgart 1924.
- Die Neubildungen des Darmes (= Deutsche Chirurgie. Lieferung 46a, II). Stuttgart 1933.